# Camí de la Font del Cabrer
El Camí de la Font del Cabrer és un camí agrícola del poble d'Hortoneda, a l'antic terme d'Hortoneda de la Conca, actualment pertanyent a Conca de Dalt, al Pallars Jussà. Segons el Cadastre, el nom d'aquest camí és Camí de la Font de l'Era.
Arrenca del nord-oest d'Hortoneda, del Camí del Solà, des d'on s'adreça a la part alta, migdia, de la partida dels Horts de la Font del Cabrer, que ressegueix de llevant a ponent, per fer la volta a aquesta partida pel costat de ponent, on acaba el seu recorregut.